# Eroi di tutti i giorni (programma televisivo)
Eroi di tutti i giorni è stato un programma televisivo italiano andato in onda in prima serata su Rai 1 e Rai HD il 12 aprile 2013 con la conduzione di Paola Perego.

## Il programma
Il programma consisteva nel premiare ed esaltare persone comuni che hanno compiuto grandi gesti di eroismo e di coraggio verso gli altri mettendo a rischio la propria vita.
Sono stati proiettati i filmati di ricostruzione e di testimonianza delle loro azioni eroiche e in studio saranno presenti tutti i protagonisti delle storie premiate.

## Altre informazioni
La produzione e la licenza italiana sono della società AMYGDALA - www.amygdala.tv
La sigla del programma era la canzone Paradise dei Coldplay.
Al programma ci sono stati ospiti dei cantanti, tra cui Annalisa e Simona Molinari.